# Johan Westberg

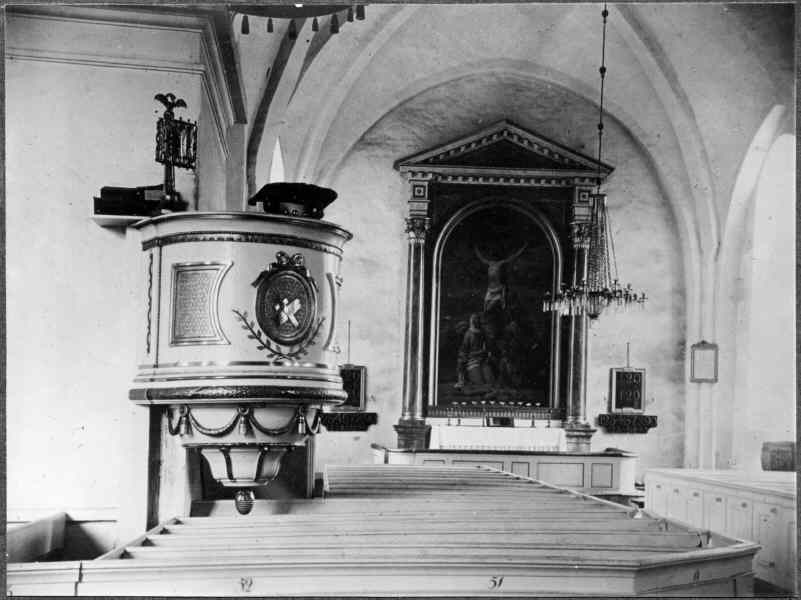
Predikstolen i Alunda kyrka

Johan Westberg var en svensk snickare och träskulptör.
Westberg var verksam som träskulptör i slutet av 1700-talet i Uppland. För Alunda kyrka utförde han 1796 en predikstol i gustaviansk stil.
Johan föddes 1732 och flyttade till Uppsala ca 1750 som skrivare och tog sig där familjenamnet Westberg efter Väsby by i Lagga Socken. 1760 konserverade han den avlidne akademimjölnarens änka Catharina Liström och tillträdde som ny akademimjölnare. Vid 50 års ålder pensionerade han sig och fick hedersuppdraget att i några år vara Uppsala stads stadskassör. På sin ålders höst engagerade han sig i byggandet av predikstolar. Kända sådana är de i Vaksala och Alunda. Han dog av ålderdomssvaghet 1811 i Uppsala.
(sammanfattat av en sonsons sonsons son till Johan.)